# 孟懐玉
孟懐玉（孟懷玉、もう かいぎょく、385年 - 415年）は、東晋末の軍人。本貫は平昌郡安丘県。

## 経歴
孟綽と檀氏のあいだの子として生まれた。その一家は代々京口に居住した。劉裕が孫恩の乱を討つと、懐玉はその下で建武司馬となった。桓玄が帝を称すると、懐玉は劉裕に従って桓玄を討ち、建康の平定にあたった。功績により鄱陽県侯に封じられた。劉裕が京口に駐屯すると、懐玉は鎮軍参軍・下邳郡太守となった。義熙3年（407年）、寧朔将軍・西陽郡太守・新蔡郡内史として出向した。中書侍郎に任じられ、輔国将軍の号を受けた。丹陽府の兵を率いて、石頭を守備した。
義熙6年（410年）、盧循が建康に迫ると、懐玉は石頭の岸で連戦して功績を挙げ、中軍諮議参軍となった。徐道覆が上陸を企図したが、懐玉をはばかって上陸できなかった。盧循が南方に逃走すると、懐玉は軍を率いて追撃し、嶺表まで直行した。徐道覆が始興郡に駐屯していたため、懐玉はこれを包囲し、わずかな時日で攻略した。そのまま南に盧循を追った。盧循の乱が平定されると、懐玉は陽豊県男に封じられた。太尉諮議参軍・征虜将軍となった。義熙8年（412年）、江州刺史に転じた。まもなく都督江州豫州之西陽新蔡汝南潁川司州之弘農揚州之松滋六郡諸軍事・南中郎将を加えられた。荊州刺史の司馬休之が反乱を企図していたため、懐玉は江州でかれの進出を防ぐ任にあたった。
義熙11年（415年）、持節を加えられた。父が死去し、自身の病の重いことを理由に辞職を願い出たが、許可されなかった。弟の孟仙客が家を出ており、喪主が自分しかいないことを上申すると、ようやく聞き入れられた。離任しないうちに死去した。享年は31。平南将軍の位を追贈された。

## 子女
- 孟元
- 孟慧熙（陽豊男、祭祀を廃した罪で爵位を剥奪された）

## 伝記資料
- 『宋書』巻47 列伝第7
- 『南史』巻17 列伝第7